# Долгов Дмитро Володимирович
Дмитро Володимирович Долгов (рум. Dumitru Dolgov; нар. 24 серпня 1987, Перевальськ, Луганська область, УРСР) — український, молдовський та російський футболіст, правий захисник.

## Життєпис
Вихованець ЛВУФК. У 2002-2004 роках грав за аматорські клуби «Сталь-2» (Алчевськ) і «Союз» Перевальськ. У 2006 році підписав контракт з молдовським клубом «Ністру» (Атаки), отримав молдовське громадянство і виступав за молодіжну збірну країни. У січні 2008 року перейшов у клуб російської прем'єр-ліги «Терек», за який провів 7 матчів, отримав травму, після чого клуб розірвав з ним контракт. Виступав у чемпіонаті Луганської області за «Олімп» (Старобільськ), ФК «Антрацит» та «Шахтар» (Красний Луч). У червні 2010 року був на перегляді в київському «Арсеналі». У 2010 році повернувся в Молдову, де підписав контракт з «Ністру». У січні 2011 року підписав контрат зі «Сфинтул Георге». Проте через півроку, в серпні, перейшов у «Костулень». Потім виступав у «Верісі» (2013) та «Динамо-Авто» (2013-2014). У 2015 році виїхав до Росії, де захищав кольори аматорських клубів «Спартак» (Геленджик), «Анапа» та «Кубанська корона».